# Bruno Uher
Bruno Uher (né le 12 mars 1912 à Vienne, mort le 31 octobre 1976 dans la même ville) est un compositeur autrichien.

## Biographie
Bruno Uher reçoit une formation en musique classique. Il se fait un nom, surtout après la Seconde Guerre mondiale, dans la composition de chansons et de musiques de film. Son premier succès Ich hab' mir für Grinzing einen Dienstmann paraît en 1937. Il sera repris, entre autres, par Hermann Leopoldi, Peter Igelhoff, Hans Moser, Peter Alexander ou Wolfgang Ambros.
Dans les années 1950 et 1960, Bruno Uher a son propre orchestre de danse, qui jouera le bal de l'opéra de Vienne en 1965. En 1950, il donne pour le Staatstheater am Gärtnerplatz de Munich une nouvelle version de l'opérette Fatinitza de Franz von Suppé, bien plus rythmique et modernisée.
En 1962, il écrit et compose la chanson Nur in der Wiener Luft qui représente l'Autriche au Concours Eurovision de la chanson 1962 et est interprétée par Eleonore Schwarz accompagnée de l'orchestre qu'il dirige.